# دیوید مک‌میلان
دیوید مک‌میلان (انگلیسی: David MacMillan؛ زادهٔ ۱۹۶۸) یک شیمی‌دان اهل بریتانیا است و برنده جایزه نوبل ۲۰۲۱ به پاس تلاش‌هایش برای توسعه ارگانو کاتالیز نامتقارن شد.